# Hauteluce
Hauteluce ist eine französische Gemeinde mit 741 Einwohnern (Stand: 1. Januar 2022) im Département Savoie in der Region Auvergne-Rhône-Alpes. Sie gehört zum Kanton Ugine im Arrondissement Albertville. Die Einwohner werden Hautelucien(ne)s genannt.

## Geographie
Hauteluce liegt im Beaufortain-Massiv am Flüsschen Dorinet, einem Nebenfluss des Doron. Nordöstlich vom Kernort liegt die Girotte-Talsperre am Lac de la Girotte.
Umgeben wird Hauteluce von den Nachbargemeinden Notre-Dame-de-Bellecombe im Norden und Nordwesten, Praz-sur-Arly und Megève im Norden, Saint-Gervais-les-Bains im Nordosten, Les Contamines-Montjoie im Osten und Nordosten, Beaufort im Süden, Villard-sur-Doron im Südwesten, Cohennoz im Westen sowie Crest-Voland im Nordwesten.
Zur Gemeinde gehören die beiden Wintersportgebiete Les Saisies und Val Joly.

## Geschichte
Im Zweiten Weltkrieg beschäftigte das Unternehmen La Griotte 1943 Zwangsarbeiter im Rahmen der Kriegswirtschaft der deutschen Besatzer.

## Bevölkerungsentwicklung
| Jahr                       | 1962 | 1968 | 1975 | 1982 | 1990 | 1999 | 2006 | 2012 |
| -------------------------- | ---- | ---- | ---- | ---- | ---- | ---- | ---- | ---- |
| Einwohner                  | 921  | 797  | 705  | 707  | 820  | 800  | 887  | 808  |
| Quellen: Cassini und INSEE |      |      |      |      |      |      |      |      |

## Sehenswürdigkeiten
- Kirche Saint-Jacques-d’Assyrie, im barocken Stil erbaut, Monument historique seit 1943[2]
- Kapelle Notre-Dame de Haute Lumière

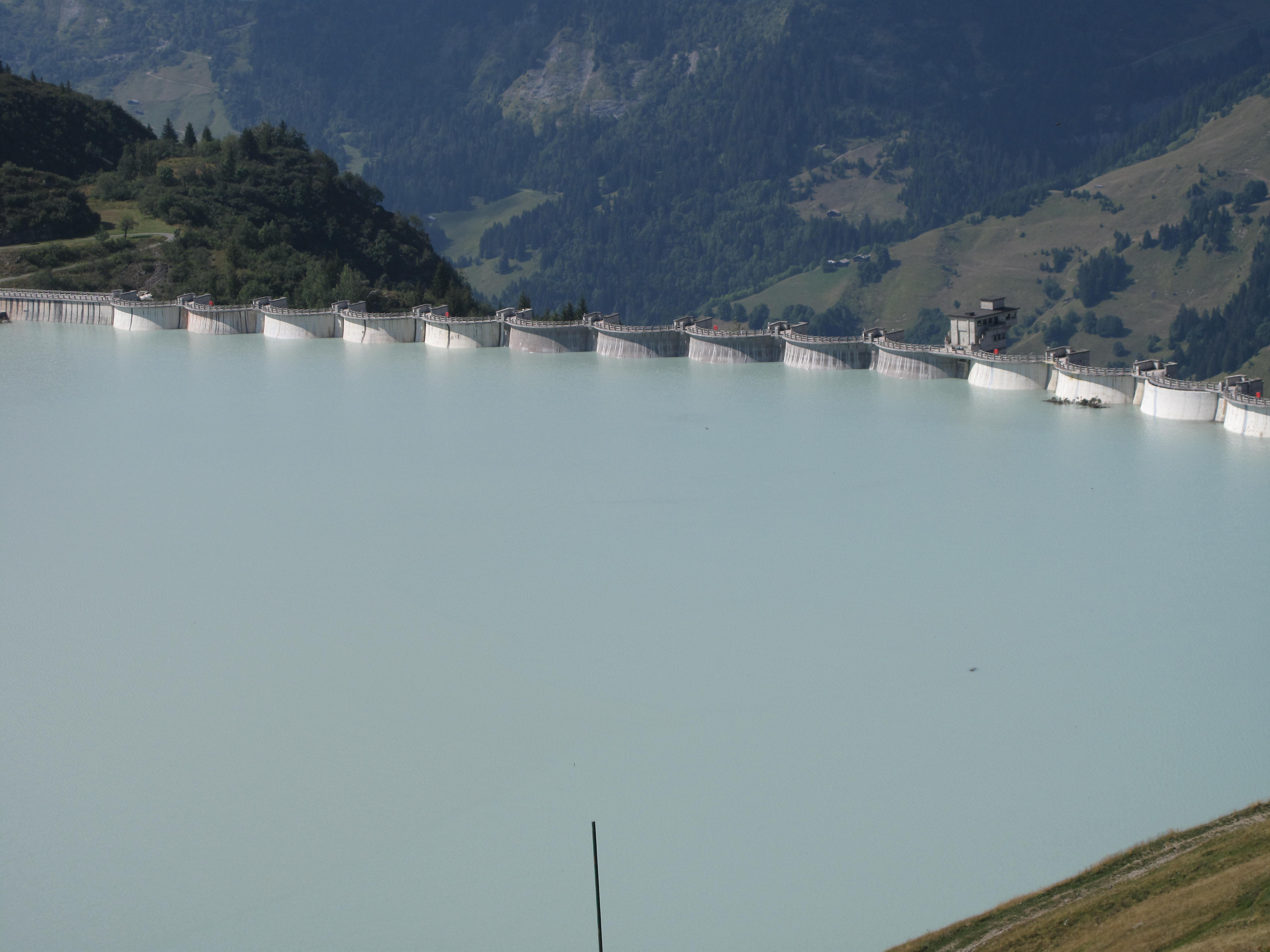
Talsperre am Lac de la Girotte
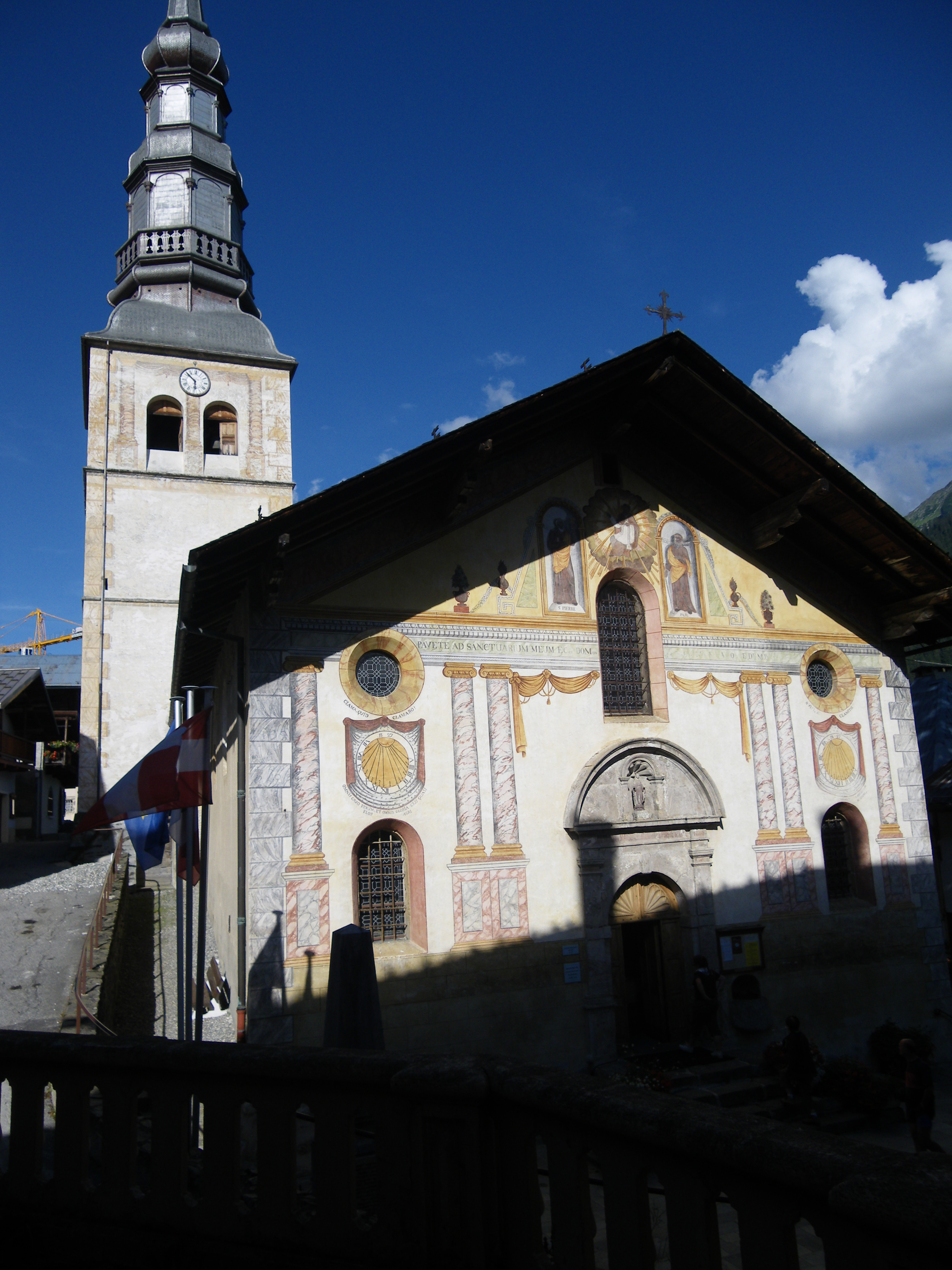
Saint-Jacques-d'Assyrie
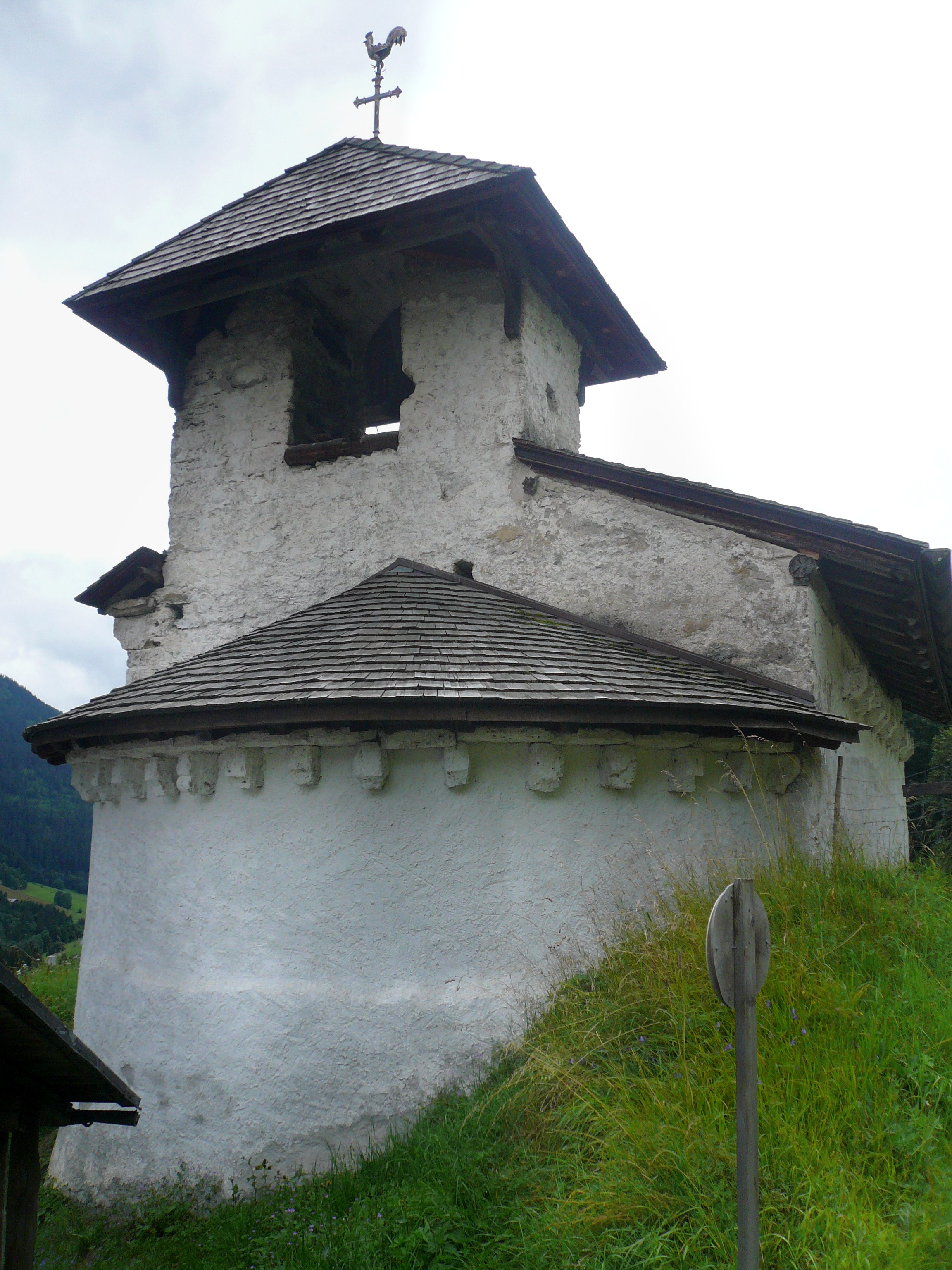
Notre-Dame de Belleville
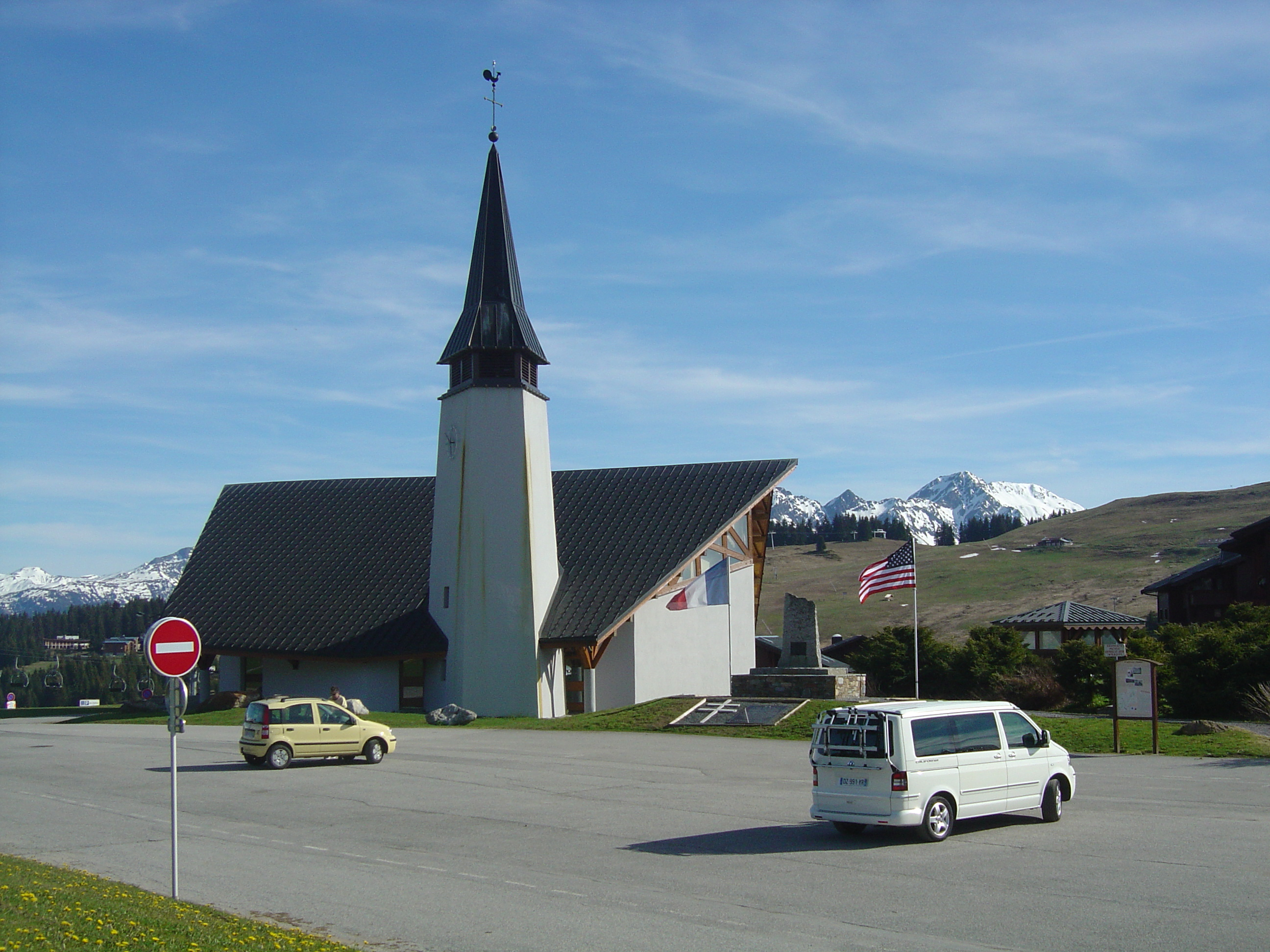
Notre-Dame de Haute Lumière

## Gemeindepartnerschaft
Partnergemeinde von Hauteluce ist die französische Gemeinde Cancale in der Bretagne.

## Persönlichkeiten
- Franck Piccard (* 1964), Olympiasieger im Ski Alpin (Super G) 1988; Weltmeister
- Leila Piccard (* 1971), Skifahrerin (u. a. Riesenslalom), Schwester von Franck Piccard
- Ted Piccard (* 1978), Skirennläufer (Skicross)
- Justine Braisaz-Bouchet (* 1996), Biathletin